# Skarpa Warszawska (czasopismo)
„Skarpa Warszawska” – miesięcznik historyczno-kulturalny zajmujący się tematyką warszawską, wydawany w Warszawie w latach 1945–1946 i od 2012. 

## Opis
Pierwszy numer czasopisma ukazał się 21 października 1945. Jego założycielkami były: mediewistka Wanda Moszczeńska i dziennikarka Wanda Krahelska-Filipowiczowa. „Skarpa” nosiła podtytuł „pismo poświęcone odbudowie stolicy – miasta i człowieka” i była ilustrowanym, zawsze ośmiostronicowym tygodnikiem, drukowanym w dużym formacie. Była wydawana przez Biuro Odbudowy Stolicy i Spółdzielnię Wydawniczą „Czytelnik”. Wychodziła do października 1946. Od listopada 1946 zastąpiła ją „Stolica”.
Wydawanie „Skarpy Warszawskiej” pod starym tytułem wznowiono w styczniu 2012. Początkowo stanowiła ona dodatek do warszawskiej edycji „Echa Miasta”. Po wydaniu kilku numerów stała się oddzielnym czasopismem i zmieniła format na mniejszy – A4. Redaktor naczelną „Skarpy Warszawskiej” do 15 września 2014 była Danuta Szmit-Zawierucha. Od grudnia 2014 do marca 2015 redaktor naczelną była Joanna Rolińska, a w kwietniu 2015 redaktorem naczelnym został Rafał Bielski. 
Wśród publikujących na łamach gazety znajdowali się: Rafał Bielski, Hanna Faryna-Paszkiewicz, Ryszard Marek Groński, Ryszard Mączewski, Joanna Papuzińska, Ruta Pragier, Jacek Wakar, Zygmunt K. Jagodziński, Bogusław Kopka, Andrzej Symonowicz, Mateusz Kaczyński, Gabriela Jatkowska, Tadeusz Michalski i Witold Sadowy. Obecnie do grona stałych współpracowników „Skarpy Warszawskiej” należą m.in. Grzegorz Kalinowski, Stefan Szczepłek, Grzegorz Mika, Daniel Nalazek, Piotr Otrębski, Adam Podlewski, Ida Żmiejewska, Jakub Jastrzębski i Marek Teler. Stałymi felietonistami są zaś Paweł Płaczek i Michał Gruszczyński. Wcześniej swoje felietony publikowali na łamach „Skarpy Warszawskiej” między innymi Maria Ulatowska i Łukasz Orbitowski.